# Emil Fuchs (Künstler)

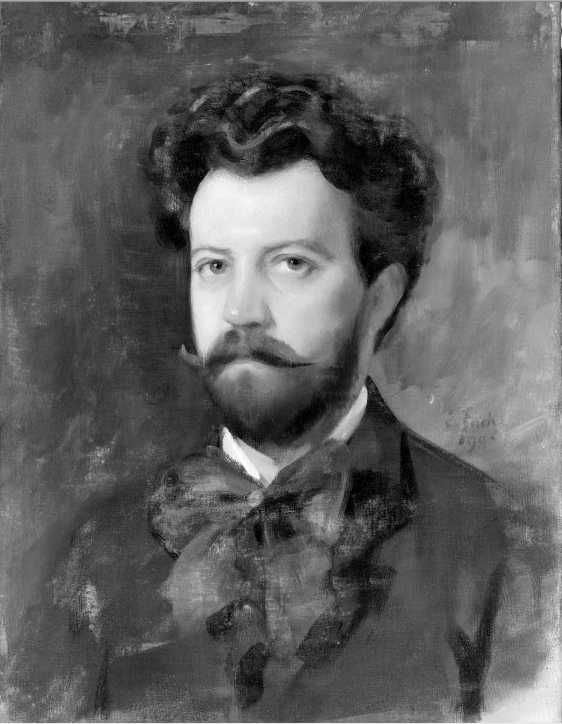
„Selbstporträt“, 1905, Brooklyn Museum

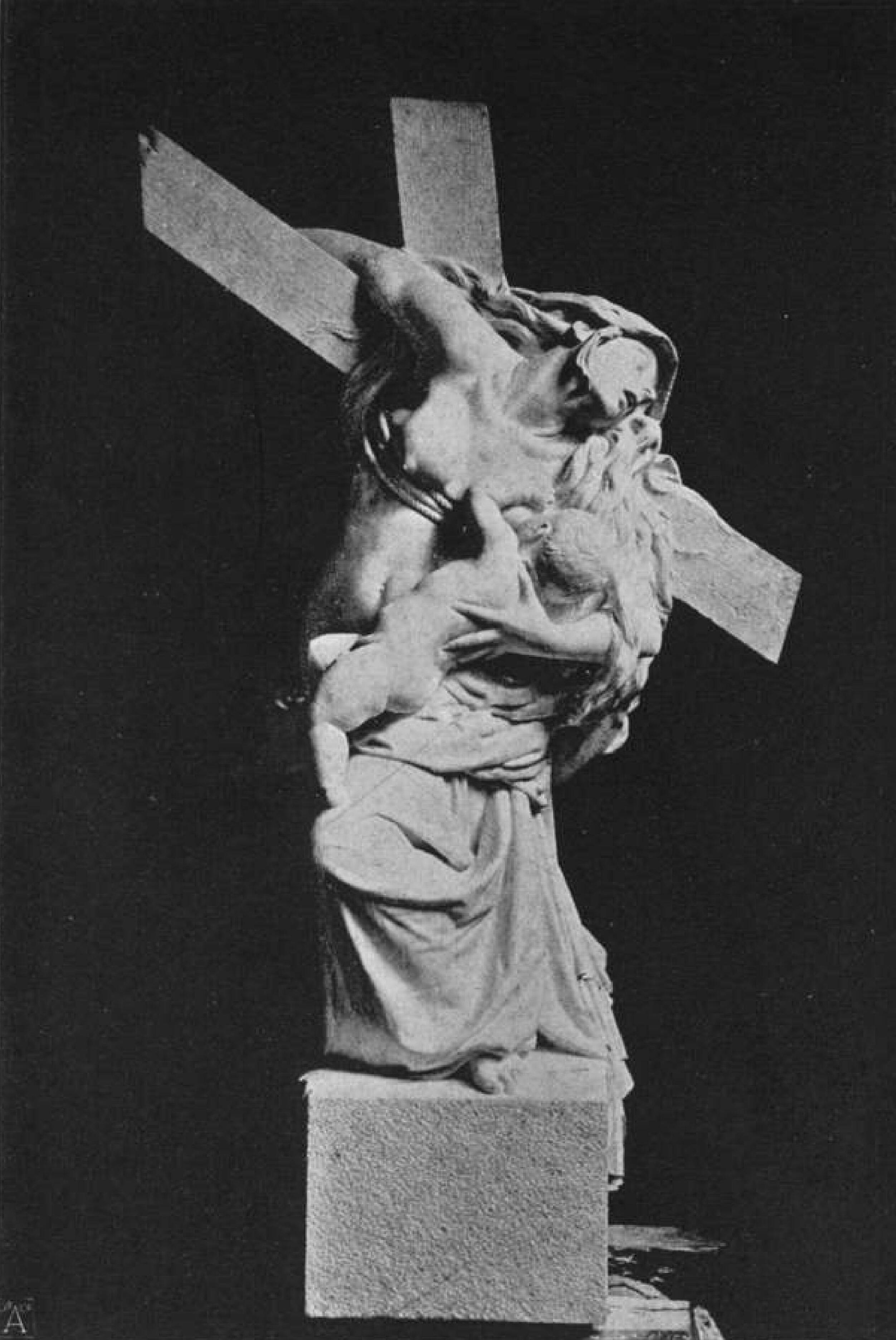
„Mutterliebe“, ca. 1890–95

Emil Fuchs (* 9. August 1866 in Wien; † 13. Januar 1929 in New York) war ein österreichischer Bildhauer, Medailleur, Grafiker und Maler.

## Leben
Fuchs studierte bei Viktor Tilgner und  Edmund Hellmer an der Akademie der Bildenden Künste in Wien und an der Berliner Akademie bei Fritz Schaper und Ernst Herter. Er gewann 1891 das Rom-Stipendium und lebte von 1892 bis 1897 in Rom in der Villa Strohl-Fern. 1898 ließ er sich in London nieder und stellte 1898 in der Royal Academy of Arts aus. Seine erste Einzelausstellung fand 1902 in der Grafton Gallery in London statt. Fuchs lebte ab 1905 im Winter und ab 1914/15 ständig in New York, wo er seine Arbeit bis zum Freitod fortsetzte. 1924 wurde er amerikanischer Staatsbürger. Sein Nachlass gelangte in das Brooklyn Museum.

## Werk
Sein Schaffen als Bildhauer umfasst Skulpturgruppen, Porträtbüsten, Statuetten und Denkmäler aus Marmor, Bronze und Silber. Ab 1897 malte er in Öl, seine Gemälde sind meist Porträts, in einem Stil der stark von seinem Freund John Singer Sargent beeinflusst ist. Seine Porträts waren um 1900 in Großbritannien sehr in Mode.
Fuchs wurde 1900 engagiert, um einige Medaillen zu schaffen, die für Königin Victoria geprägt wurden, und 1902, um die Krönungsmedaille für Edward VII. auszuführen. Er führte für die britische Medaille den geschwungenen, dekorativen Stil ein, der später in Österreich populär war und dem er treu blieb. Er entwarf auch die Briefmarken für Edward VII. Nach 1905 erhielt er als Jude und Nicht-Brite keine königlichen Aufträge mehr.

## Werke (Auswahl)
- „Mother-love (Mutterliebe)“ (Marmor, Brooklyn Museum, ca. 1890–95)
- Denkmal „The Sisters“ (Marmor; Liverpool, Walker Art Gallery)
- Medaille für Königin Victoria mit Alexandra als "Princess of Pity" (Silber, 1900; London, British Museum)
- Krönungsmedaille für Edward VII. (Silber und Bronze, 1902).
- Portrait Sir Joseph Joel Duveen (1903; London, Tate Gallery)
- "La pensierosa" (1912 New York, Metropolitan Museum of Art)

## Schriften
- With Pencil, Brush and Chisel: The Life of an Artist. New York 1925 (Autobiographie).
- The Work of Emil Fuchs: illustrating some of his representative paintings sculpture medals and studies. New York 1921.